# Molippa tusina
Molippa tusina är en fjärilsart som beskrevs av William Schaus 1921. Molippa tusina ingår i släktet Molippa och familjen påfågelsspinnare. Inga underarter finns listade i Catalogue of Life.